# Kendra Cocksedge
Kendra Margaret Cocksedge (New Plymouth, 1º luglio 1988) è un'ex rugbista a 15 e crickettista neozelandese, tre volte campionessa del mondo con le Black Ferns nel 2010, 2017 e 2022.
Fu eletta nel 2015 miglior giocatrice World Rugby dell'anno; al momento del ritiro avvenuto nel 2022 è la Black Fern con il maggior numero di presenze internazionali.

## Biografia
Nata a New Plymouth e cresciuta a Okato, nella regione di Taranaki, Cocksedge vanta una lontana parentela con i fratelli All Black Beauden e Scott Barrett, in quanto annovera un trisnonno in comune con loro; fu proprio insieme ai Barrett che iniziò a giocare a rugby (in un'intervista del 2017 Cocksedge, più anziana di 3 anni di Beauden, ha dichiarato di aver da lui imparato e di avergli insegnato in egual misura), anche se negli anni dello sviluppo il suo modello fu Dan Carter per la calma e la precisione al tiro.
Dopo una stagione a Taranaki, nel 2007 entrò nella selezione provinciale di Canterbury e debuttò nelle Black Ferns contro il Canada; nel frattempo era emersa anche nel cricket a livello provinciale per Central Districts, ma già prima ancora di compiere vent'anni si era dedicata completamente al rugby («una partita di rugby dura 80 minuti e tocco palla frequentemente, una di cricket anche sei ore e vedo palla ogni due ore», disse circa la sua decisione di non proseguire col cricket).
Nel 2010, a 22 anni, fu nella selezione neozelandese che a Londra si aggiudicò la Coppa del Mondo anche se partecipò da riserva e disputò solo 4 incontri con 2 punti totali; nel 2013 vinse con la nazionale neozelandese a 7 le prime Seven Series femminili della storia; nel 2015 vinse il premio World Rugby di miglior giocatrice dell'anno.
Fu titolare alla Coppa del Mondo di rugby femminile 2017 in Irlanda nell'edizione che vide la Nuova Zelanda tornare al successo dopo il quinto posto in Francia nel 2014: a livello individuale fu la seconda miglior realizzatrice della competizione dopo la connazionale Portia Woodman.
Dopo la vittoria mondiale giunse anche la prima affermazione interna nel National Provincial Championship con Canterbury, nella cui finale Cocksedge contribuì con 5 punti.
Dal 2016 lavora presso la federazione provinciale rugbistica di Canterbury come delegata allo sviluppo giovanile.
È insignita dell'onorificenza di membro dell'Ordine al merito della Nuova Zelanda per il suo contributo al rugby, conferitale in occasione dei riconoscimenti del nuovo anno 2022.
L'8 settembre 2022, in occasione della finale di campionato provinciale contro Auckland, suo centesimo e ultimo incontro per Canterbury, annunciò il suo ritiro dall'attività agonistica al termine della Coppa del Mondo 2021, tenutasi proprio in Nuova Zelanda a fine 2022 per via del rinvio di un anno dovuto alla pandemia di COVID-19.
Nell'occasione Canterbury vinse il suo quinto titolo grazie anche a 21 punti della stessa Cocksedge.
Al termine della Coppa del Mondo giunse il ritiro con il sesto titolo mondiale per le Black Ferns e terzo personale a cui aggiungere il record di presenze in maglia nera, 68, corredato da 388 punti marcati.
Per omaggiare la sua carriera e quella della sua compagna di squadra Stephanie Te Ohaere-Fox, anch'essa ritiratasi nel 2022, Canterbury ha rinominato Rugby Park, l'impianto dove gioca la propria squadra femminile, in Te Ohaere-Fox Cocksedge Park.

## Palmarès
- Coppe del mondo: 3
Nuova Zelanda: 2010, 2017, 2021
- Farah Palmer Cup: 5
Canterbury: 2017, 2018, 2019, 2020, 2022